# Juli 2021
Portal Geschichte | Portal Biografien | Aktuelle Ereignisse | Jahreskalender | Tagesartikel

◄ |
20. Jahrhundert |
21. Jahrhundert

◄ |
1990er |
2000er |
2010er |
2020er
| 2030er | 2040er

◄ |
2017 |
2018 |
2019 |
2020 |
2021
| 2022 | 2023 | 2024 | 2025 | ►

◄ |
April 2021 |
Mai 2021 |
Juni 2021 |
Juli 2021 |
August 2021 |
September 2021 |
Oktober 2021 |
►
Dieser Artikel behandelt tagesbezogene Nachrichten und Ereignisse im Juli 2021.

## Tagesgeschehen

### Donnerstag, 1. Juli 2021
- Batley and Spen/Vereinigtes Königreich: Kim Leadbeater, Schwester der ermordeten Parlamentsabgeordneten Jo Cox, gewinnt die Nachwahl um den durch den Wechsel von Tracy Brabin an die Spitze der Metropolregion West Yorkshire freigewordenen Sitz im britischen Unterhaus.[1]
- Berlin/Deutschland: Der Mindestlohn erhöht sich um +1,1 % auf 9,60 €
- Berlin/Deutschland: Der neue Glücksspielstaatsvertrag tritt in Kraft.
- Berlin/Deutschland: Auf Bitte des Bundesverfassungsgerichts setzt Bundespräsident Frank-Walter Steinmeier die Ausfertigung des vom Bundestag beschlossenen und vom Bundesrat gebilligten Gesetzes zur Umsetzung der Reform des Vertrages über den Europäischen Stabilitätsmechanismus vorläufig aus.
- Brüssel/Belgien: Slowenien übernimmt den Vorsitz im Rat der Europäischen Union
- Paris/Frankreich: Nachdem sich bereits die Finanzminister der G7-Staaten Anfang Juni auf Eckpunkte einer weltweit geltenden Mindestbesteuerung für international agierende Großunternehmen verständigt hatten, um angesichts zunehmender Digitalisierung der Wirtschaft das Steuerdumping zu unterbinden, einigen sich 130 von 139 unter dem Dach des OECD-Projekts Inclusive Framework on Base Erosion and Profit Shifting über Lösungen des Problems verhandelnden Staaten auf Grundzüge einer umfassenden Steuerreform, die einen weltweit geltenden Mindeststeuersatz für solche Konzerne in Höhe von 15 % beinhaltet. Die 130 Länder, darunter alle Mitglieder der Gruppe der zwanzig wichtigsten Industrie- und Schwellenländer,  repräsentieren rund 90 % des globalen Bruttoinlandsprodukts. Nicht zugestimmt haben bisher Irland, Ungarn, Estland, Barbados, St. Vincent und die Grenadinen, Kenia, Nigeria, Peru und Sri Lanka.[2][3][4][5]

### Freitag, 2. Juli 2021
- Mainz/Deutschland: Der ZDF-Fernsehrat wählt Programmdirektor Norbert Himmler als Nachfolger von Thomas Bellut zum neuen ZDF-Intendanten (voraussichtlich ab März 2022).
- Neckarsulm/Deutschland: Klaus Gehrig, Chef der Schwarz-Gruppe, des größten Handelskonzerns Europas, legt sein Amt nieder.[6]
- New York City/Vereinigte Staaten: Cyberkriminelle starten eine großangelegte Cyberattacke mit Ransomware auf VSA-Server des Unternehmens Kaseya.

### Samstag, 3. Juli 2021
- Brüssel/Belgien: In der Europäischen Union endet die Frist zur Umsetzung der Richtlinie (EU) 2019/904 (Einwegkunststoff-Richtlinie) in nationales Recht. Ab jetzt soll es in den Mitgliedstaaten der Europäischen Union verboten sein, diese Kunststoffprodukte (darunter Wattestäbchen, Einmalbesteck und -teller, Trinkhalme, Rührstäbchen und Luftballonstäbe, To-Go-Lebensmittelbehälter und Getränkebecher aus geschäumtem expandiertem Polystyrol und Produkte aus oxo-abbaubarem Kunststoff) in Verkehr zu bringen.[7][8]
- Wien/Österreich: Das Film-Festival auf dem Rathausplatz beginnt. (bis 4. September)

### Sonntag, 4. Juli 2021

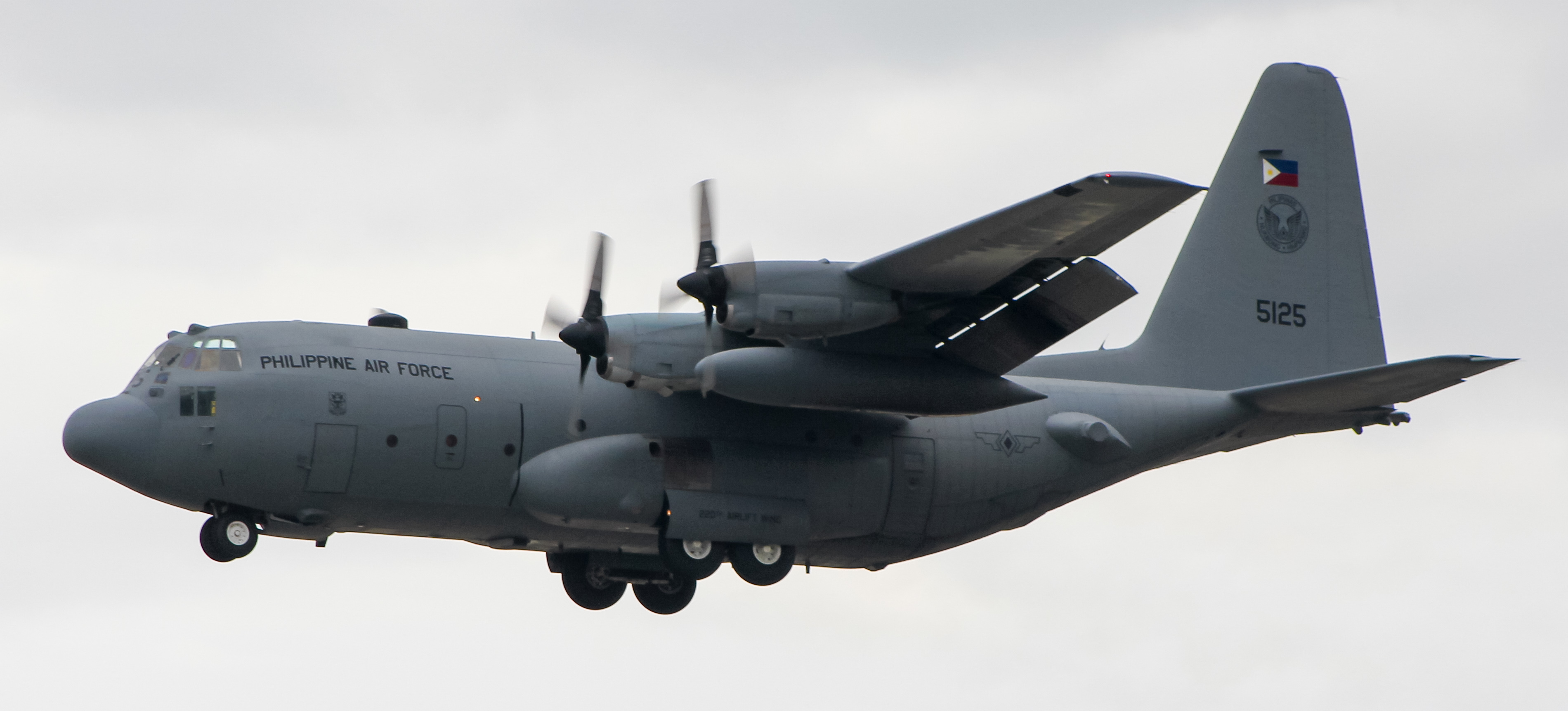
Die auf den Philippinen abgestürzte Maschine

- Frankfurt am Main/Deutschland: In der Paulskirche wird Ex-Bundespräsident Joachim Gauck mit dem Franz-Werfel-Menschenrechtspreis ausgezeichnet.
- Patikul/Philippinen: Beim Absturz eines Militärflugzeugs vom Typ Lockheed C-130 Hercules kommen mindestens 50 Menschen ums Leben.
- Erdnaher Orbit: Die Raumfahrer Liu Boming und Tang Hongbo verlassen die Chinesische Raumstation für einen sechseinhalbstündigen Außenbordeinsatz, um den mechanischen Arm der Station zu testen und Montagearbeiten durchzuführen.

### Montag, 5. Juli 2021
- Damishi/Nigeria: Bewaffnete Angreifer entführen in der Nacht mehrere Dutzend Internatsschüler der Bethel Baptist High School in der Local Government Area Chikun im nordnigerianischen Bundesstaat Kaduna.[9]
- Paris/Frankreich: Reporter ohne Grenzen veröffentlicht die neue Liste der Feindinnen und Feinde der Pressefreiheit. Mit Viktor Orbán ist zum ersten Mal ein Regierungschef aus der Europäischen Union darin vertreten.[10]

### Dienstag, 6. Juli 2021

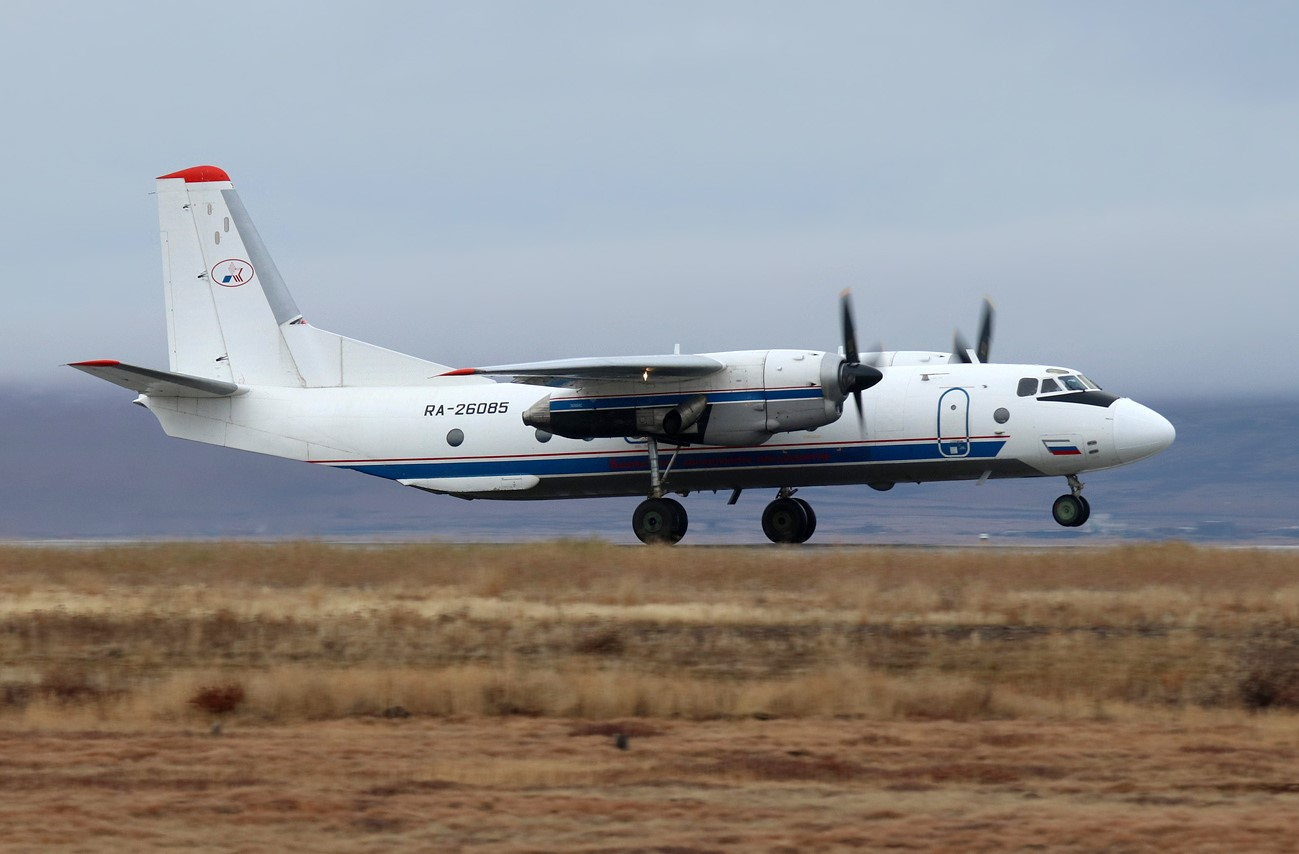
Die bei Palana abgestürzte Maschine

- Amsterdam/Niederlande: Der investigative Journalist Peter R. de Vries wird auf offener Straße niedergeschossen und dabei schwer verletzt.[11] Neun Tage später stirbt er.
- Palana/Russland: Beim Anflug auf den Flughafen der Stadt stürzt eine Antonow An-26 der Regionalfluglinie Petropavlovsk-Kamchatsky Air Enterprise ab; alle 28 Menschen an Bord sterben.[12][13]

### Mittwoch, 7. Juli 2021

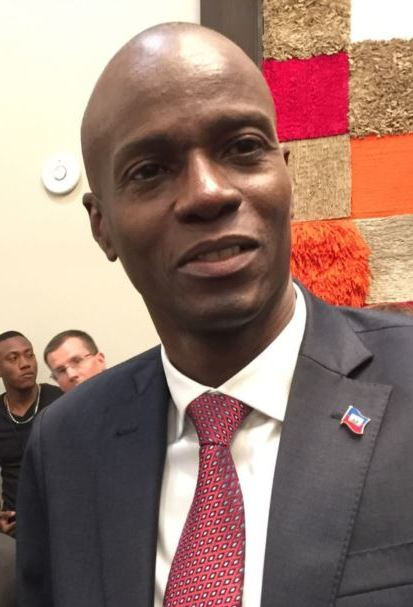
Jovenel Moïse

- Jovenel MoïsePort au Prince/Haiti: Der haitianische Präsident Jovenel Moïse wird in den frühen Morgenstunden ermordet. Regierungschef Claude Joseph übernimmt kommissarisch die Amtsgeschäfte.

### Donnerstag, 8. Juli 2021
- Dhaka/Bangladesch: Durch einen Brand in einer Getränkefabrik in Rupganj, Distrikt Narayanganj bei Dhaka, kommen mindestens 52 Menschen ums Leben.[14]
- Wien/Österreich: Verleihung der Österreichischen Filmpreise im Globe Wien.[15]

### Freitag, 9. Juli 2021
- Jerusalem/Israel: Jitzchak Herzog tritt die Nachfolge von Reuven Rivlin als Staatspräsident des Landes an.
- Köthen/Deutschland: Weil eine Cyberattacke die IT-Infrastruktur lahmgelegt hat, stellt der Landkreis Anhalt-Bitterfeld den Katastrophenfall fest.[16]
- Salzburg/Österreich: Zugentgleisung auf der Murtalbahn.[17]
- Berlin/Deutschland: Der U-Bahnhof Museumsinsel wird in Betrieb genommen.
- Berlin/Deutschland: Die Dicke Marie, eine Stieleiche im Tegeler Forst, erhält vom Kuratorium Nationalerbe-Bäume der Deutschen Dendrologischen Gesellschaft die Auszeichnung zum Nationalerbe-Baum.[18]

### Samstag, 10. Juli 2021
- München/Deutschland: Das Filmfest München geht zu Ende.
- Rio de Janeiro/Brasilien: Im Maracanã-Stadion findet das Endspiel der Copa América zwischen Titelverteidiger Brasilien und Argentinien statt.
- Venedig/Italien: Die Finanzminister der Gruppe der zwanzig wichtigsten Industrie- und Schwellenländer (G 20) beschließen eine globale Steuerreform mit Mindeststeuern von 15 % für Großunternehmen.[19]

### Sonntag, 11. Juli 2021
- Chișinău/Moldawien: Parlamentswahl
- Havanna/Kuba: Bei regierungskritischen Protesten werden 144 Personen festgenommen oder gelten als vermisst und ein Mensch getötet. Ursache für die Proteste ist die schlimmste Wirtschaftskrise seit 30 Jahren.[20]
- London/Vereinigtes Königreich: Im Finale der Fußball-Europameisterschaft 2021 zwischen Italien und England im Wembley-Stadion, gewinnt Italien die UEFA EURO 2020 im Elfmeterschießen mit 1 (3) zu 1 (2) Toren.
- Sofia/Bulgarien: Parlamentswahl

### Montag, 12. Juli 2021
- Görlitz/Deutschland: Nach einer rund 30 Jahre dauernden Sanierung wird die Synagoge als Kultur- und Veranstaltungszentrum wieder eröffnet.
- Nasiriya/Irak: Durch einen Brand in einem Krankenhaus in Nasiriya sterben 92 Patienten auf der Covid-Isolierstation.[21]

### Dienstag, 13. Juli 2021
- Uedem/Deutschland: Das Weltraumkommando der Bundeswehr wird in Dienst gestellt.

### Mittwoch, 14. Juli 2021
- Brüssel/Belgien: Die Europäische Kommission stellt unter der Bezeichnung Fit for 55 ein erstes Paket von reformierten und neuen EU-Richtlinien und -Verordnungen vor, mit denen das im European Green Deal verankerte Ziel, den Ausstoß von Treibhausgasen in der EU bis 2030 um mindestens 55 Prozent zu reduzieren und Europa bis 2050 klimaneutral zu machen, erreicht werden soll.[22]
- Johannesburg/Südafrika: Bei seit Tagen anhaltenden gewaltsamen Ausschreitungen nach dem Haftantritt des ehemaligen Präsidenten Jacob Zuma kommen in den Provinzen KwaZulu-Natal und Gauteng mehr als 200 Menschen ums Leben. Es werden Geschäfte geplündert und teils in Brand gesteckt. Militär unterstützt die zahlenmäßig unterlegenen Polizeikräfte.[23]
- Washington, D.C./Vereinigte Staaten: Im Weißen Haus wird Bundeskanzlerin Angela Merkel auf einer ihrer letzten Auslandsreisen von US-Präsident Joe Biden empfangen. Im Zentrum der Gespräche steht u. a. der Umgang mit der Erdgas-Pipeline Nord Stream 2.[24]

### Donnerstag, 15. Juli 2021
- Düsseldorf und Mainz/Deutschland: Eine der größten Unwetterkatastrophen der Nachkriegszeit ereignet sich in Nordrhein-Westfalen und Rheinland-Pfalz. Ein Hochwasser nach Sturmtief "Bernd" verursacht schwerste Verwüstungen und fordert mehr als 160 Menschenleben. Auch Belgien, Frankreich, Luxemburg, Niederlande und die Schweiz sind betroffen.

### Freitag, 16. Juli 2021
- Antananarivo/Madagaskar: Präsident Andry Rajoelina bittet Staats- und Regierungschefs sowie die internationale Gemeinschaft um Hilfen zur Abwehr einer Hungerkatastrophe im Südteil Madagaskars.[25]

### Samstag, 17. Juli 2021
- Cannes/Frankreich: Bei den 74. Internationalen Filmfestspielen von Cannes wird die französische Regisseurin Julia Ducournau für ihren Fantasyfilm Titane mit der Goldenen Palme ausgezeichnet. Jodie Foster und Marco Bellocchio werden mit dem Ehrenpreis des Festivals (Palme d’or d’honneur) geehrt.

### Sonntag, 18. Juli 2021
- Paris/Frankreich: Titelverteidiger Tadej Pogačar gewinnt in Paris die 108. Tour de France.[26]

### Montag, 19. Juli 2021
- Sadr City/Irak: Durch einen Selbstmordattentäter werden bei einem Terroranschlag auf einem Markt in Sadr City mindestens 35 Personen getötet und 60 verwundet. Die Terrororganisation Islamischer Staat bekennt sich zu dem Attentat.[27]

### Dienstag, 20. Juli 2021
- Berlin/Deutschland: Das neu errichtete Humboldt Forum öffnet seine Pforten für Besucher.
- Corn Ranch/Vereinigte Staaten: Erster bemannter Flug der Weltraumtourismus-Rakete New Shepard[28]
- Port-au-Prince/Haiti: Zwei Wochen nach der Ermordung des haitianischen Präsidenten Jovenel Moïse und dem Rücktritt des bisherigen Regierungschefs Claude Joseph wird Ariel Henry zum Ministerpräsidenten vereidigt.[29]
- Taipeh/Taiwan: Die taiwanische Regierung kündigt an, ein Vertretungsbüro in der litauischen Hauptstadt Vilnius zu eröffnen. Es ist das erste Vertretungsbüro in der Europäischen Union, das Taiwan im Namen führt.[30]
- Zhengzhou/China: Nach heftigen Regenfällen kommen mindestens 33 Personen durch Überschwemmungen in der Provinz Henan ums Leben. 376.000 Personen sind evakuiert worden. Die Regierung kündigt Nothilfen für Henan an.[31]

### Mittwoch, 21. Juli 2021
- Fuzhou/China: Auf seiner 44. Sitzung entzieht das Welterbekomitee dem historischen Hafen von Liverpool den Status als Weltkulturerbe, da die nordenglische Stadt durch zahlreiche Bauwerke ihren Charakter eingebüßt habe.[32]
- Nyingchi/China: Mit Präsident Xi Jinping besucht zum ersten Mal seit 30 Jahren ein chinesischer Staatschef die Autonome Region Tibet.[33]

### Donnerstag, 22. Juli 2021
- Duschanbe/Tadschikistan: Als Reaktion auf vor der Taliban-Offensive nach Tadschikistan geflohenen afghanischen Sicherheitskräften lässt Präsident Emomalij Rahmon die größte Militärübung in der Geschichte des Landes abhalten. Ziel sei es, die südliche Grenze nach Afghanistan zu sichern. Zur Militärübung werden 130.000 Reservisten mobilisiert.[34]
- Kandahar/Afghanistan: Nach der gewaltsamen Übernahme des Distrikts Spin Boldak im Süden Afghanistans durch die Taliban werden über 100 Zivilisten ohne erkennbaren Grund erschossen.[35]

### Freitag, 23. Juli 2021
- Gelsenkirchen/Deutschland: Mit einem Sieg des Hamburger SV bei Schalke 04 beginnt die 48. Saison der 2. Fußball-Bundesliga
- Tokio/Japan: Eröffnungsfeier und Beginn der Olympischen Sommerspiele 2020

### Samstag, 24. Juli 2021
- Fuzhou/China: Auf seiner 44. Sitzung ernennt das Welterbekomitee vier deutsche Stätten zum UNESCO-Welterbe. Insgesamt werden elf Stätten in sieben Ländern gewürdigt.[36]

### Sonntag, 25. Juli 2021
- Apia/Samoa: Mehrere Monate nach den samoanischen Parlamentswahlen gibt der unterlegene Langzeit-Premier Sailele Tuilaʻepa Malielegaoi seinen Widerstand gegen die gewählte Regierungschefin Naomi Mataʻafa auf und beendet damit eine Staatskrise.[37]
- Blackpool/Vereinigtes Königreich: Letzter Tag des World Matchplays
- Tunis/Tunesien: Nach tagelangen gewaltsamen Protesten, wonach Regierungspartei Ennahda und dem Premierminister Versagen im Kampf gegen zahlreiche Neuinfektionen von Corona-Erkrankungen vorgeworfen waren, setzt der tunesische Präsident Kais Saied Regierungschef Hichem Mechichi ab und löst das Parlament auf. Parlamentschef Rached al-Ghannouchi spricht von einem Putsch.[38]

### Montag, 26. Juli 2021

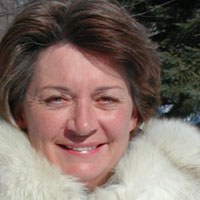
Mary Simon (2006)

- al-Chums/Libyen: Bei einem Schiffsunglück im Mittelmeer vor der libyschen Küste sterben mindestens 57 Migranten aus Nigeria, Ghana und Gambia, 18 werden gerettet.[39][40]
- Beirut/Libanon: Präsident Michel Aoun ernennt Nadschib Miqati zum Ministerpräsidenten. Ob der dritte Anlauf einer Regierungsbildung seit der verheerenden Explosion in Beirut von Erfolg gekrönt sein wird, ist jedoch offen.[41]
- Ottawa/Kanada: Mit Mary Simon wird erstmals eine Inuk zur Generalgouverneurin vereidigt.[42]
- Teheran/Iran: Zunehmende Proteste gegen Wasserknappheit und die sich verschlechternde Wirtschaftslage erreichen die iranische Hauptstadt.[43]

### Dienstag, 27. Juli 2021
- Jijiga/Äthiopien: Bei Attacken durch Bewaffnete aus der Region Afar werden mindestens 300 Zivilisten in Garbaiisa in der Region Somali getötet. Im Nachgang errichten Protestierer Straßenblockaden und beschädigen die Eisenbahnverbindung zwischen der äthiopischen Hauptstadt Addis Abeba und Dschibuti. Die Einstellung des Zugverkehrs stellt eine Bedrohung für die äthiopische Wirtschaft dar.[44]
- Leverkusen/Deutschland: Am Vormittag kommt es im Tanklager des Currenta-Entsorgungszentrums im Chempark, Stadtteil Wiesdorf nahe Bürrig, zu einer schweren Explosion. Sechs Menschen sterben;[45] mehr als 30 werden verletzt.[46][47]
- Vatikanstadt: Vor dem Gerichtshof des Vatikanstaates beginnt das Strafverfahren gegen zehn Beschuldigte, darunter den damaligen Substituten des Staatssekretariats, Giovanni Angelo Becciu wegen eines mit Peterspfennigmitteln getätigten verlustreichen Finanzinvestments in eine Londoner Immobilie in Höhe mehrerer Hundert Millionen Euro.

### Mittwoch, 28. Juli 2021
- Accra/Ghana: In Ghana wird ein Gesetzentwurf eingebracht, wonach gleichgeschlechtlicher Geschlechtsverkehr mit einem Strafmaß von bis zu zehn Jahren geahndet werden kann.[48]
- Lima/Peru: Pedro Castillo wird als Präsident des Landes vereidigt.

### Donnerstag, 29. Juli 2021
- Lima/Peru: Präsident Pedro Castillo ernennt Guido Bellido von der marxistischen Partei Perú Libre zum Premierminister. Seine Antrittsrede hält der neue Regierungschef teilweise auf Quechua. Der Kabinettsvorschlag kommt ohne Finanzminister aus, nachdem der designierte Kandidat für Finanzangelegenheiten zurückzog. Der Premierminister und das Kabinett müssen noch vom Mitte-Rechts dominierten Kongress bestätigt werden.[49]
- Weltweit: Earth Overshoot Day

### Freitag, 30. Juli 2021
- Manila/Philippinen: Präsident Rodrigo Duterte zieht die angekündigte Aufkündigung eines wichtigen Militärabkommen zwischen den Philippinen und den Vereinigten Staaten endgültig zurück. US-Verteidigungsminister Lloyd Austin begrüßt den Schritt bei seinem Besuch auf den Philippinen.[50]
- Maskat/Oman: Ein mutmaßlicher Drohnenangriff trifft den Öltanker Mercer Street bei Oman. Siehe auch Zwischenfall im Arabischen Meer 2021.

### Samstag, 31. Juli 2021
- Boni/Niger: In Boni im Südwesten von Niger werden 18 Soldaten und ein Zivilist bei einem Anschlag getötet, nachdem sie in einen Hinterhalt gelockt worden waren. Für diese Tat werden islamistische Kämpfer verantwortlich gemacht.[51][52]
- Kandahar/Afghanistan: Im Zuge einer Offensive greifen die Taliban den Flughafen Kandahar mit Raketen an, um Luftschläge der afghanischen Regierung gegen sie zu verhindern. Alle Flugverbindungen mit Start oder Ziel Kandahar müssen annulliert werden. In Herat kommt es zu umfangreichen Kämpfen zwischen Taliban und afghanischen Sicherheitskräften. Letztere werden durch Hunderte Spezialkräfte unterstützt. In Laschkar Gah in der Provinz Helmand beschießen Regierungstruppen ein von Taliban besetztes Krankenhaus aus der Luft, welches dadurch zerstört wird.[53]